# Елин Пелин (місто)
Ели́н Пели́н (болг. Елин Пелин) — місто в Софійській області Болгарії. Адміністративний центр общини Елин Пелин.

## Населення
За даними перепису населення 2011 року у місті проживали 6810 осіб.
Національний склад населення міста:
| Національність   | Кількість осіб | Відсоток |
| ---------------- | -------------- | -------- |
| болгари          | 6190           | 97,1%    |
| цигани           | 123            | 1,9%     |
| турки            | 16             | 0,3%     |
| інша             | 27             | 0,4%     |
| не визначились   | 20             | 0,3%     |
| Всього відповіли | 6376           |          |

Розподіл населення за віком у 2011 році:
Динаміка населення: